# Inczédy György
Nagyváradi Inczédy György (Buj, 1783. augusztus 20. – Nyíregyháza, 1854. október 14.) ügyvéd, táblabíró, Nyíregyháza első polgármestere 1838–1841 között.

## Családja
A dalmát származású család első ismert őse, Márk 1480 körül érkezett Magyarországra. Tamás nevű fiának két gyermeke, Mátyás és Gergely a királytól kaptak címeres nemeslevelet, ezt Mária Terézia 1757-ben megerősítette. Inczédy Mátyás Bihar vármegyébe költözött és fiától, Mihálytól kezdődött a család szakadatlan leszármazása, valamint felemelkedése, mivel Mihály unokáit, Samut, Gergelyt és Józsefet bárói rangra emelték. Inczédy György apja, az idősebb „Tekintetes Incedi György Ur fiatskája”-ként kereszteltetett a kálvinista hitre; a család nemesi ágából származott. Ő már a Szabolcs vármegyei Bujon született, mert addigra a család ide telepedett át az új birtokokra.
Az 1838. február 13-án megválasztott, evangélikus többségű képviselő-testület a kálvinista Inczédy Györgyöt választotta meg Níregyháza polgármesterének.

## Politika

### Polgármesterré választása előtt
Ügyvédként lett ismert, és a nemesek hadnagya is volt. 1824-ben kapcsolódott be Nyíregyháza közéletébe, amikor már napirenden volt az örökváltság befejezése. Nyíregyháza 1803-ban a Dessewffy grófoktól megváltotta földesúri terheit, de meg akarta szerezni a gróf Károlyi-családtól is a birtokukban lévő részt is, a terhek pénzbeli megváltásával. Inczédy és Benkő István főbíró vezetésével a város előkészítette az egyezséget a Károlyiakkal. A tárgyalások eredményre vezettek, az alkut megkötötték. 1824. október 24-én kihirdették az örökváltságot a piacon.  1826-ban a Nagykállóban tartott megyegyűlésen született rendeletek Nyíregyházára vonatkozóan nem vették figyelembe a város oklevélben biztosított jogait és kiváltságait. A város elöljárói Inczédy Györggyel együtt eljuttatták tiltakozásukat a magyar királyi helytartótanácshoz. Az udvari ágens válaszlevelében megadta a felvilágosításokat és az utasításokat, különösen a két tanács egyesítése kérdésében. Megnyugtatta az elöljárókat, hogy az ingatlant érintő perekben az egyesített tanács a nemesek és a nemtelenek esetében egyaránt egységesen fog ítélkezni. Végül az önállósulási törekvések arattak győzelmet. Nagy szerepet vállalt az V. Ferdinánd király által Ischlben, 1837. augusztus 31-én aláírt privilégium megszerzésében. Ebben megadták azt a jogot, hogy a város magát „Szabad és Privilegiált Nyír-Egyháza Közönségének” nevezhesse. A vármegye 1838. január 22-én hivatalosan és ünnepélyesen kihirdették a privilégium elnyerését.

### Polgármesterré választása
Az evangélikus többségű képviselő-testület 1838. február 13-án megválasztotta Nyíregyháza polgármesterének az akkor már 55 éves Inczédyt. Nehéz körülmények között hivatalát, de számos maradandó intézkedést hozott. Evangélikus lelkészek kerültek be a nemes táblabírák soraiba. Megerősítette Nyíregyháza tűz- és közbiztonságát. Elnöklete alatt elkezdődött a belváros rendezése, megtörtént a volt földesúri földek haszonbérbe adása. Lelkesen támogatta a kultúrát, nem csoda, 1841-ben újra megválasztották, de ő fáradtságaira hivatkozva már nem fogadta el a polgármesteri címet.
A házat 1824-ben Inczédy György vásárolta meg. Az épületet 1964-ben törölték a védett épületek listájáról, 1969-ben pedig elrendelték bontását, mivel akadályozta a tervezett körút kiépítését. Bontása hosszas vita és tiltakozás ellenére 1973-ban meg is történt. 1978-ban emléktáblával jelölték meg a ház helyét.

## Halála
1854. október 14-én hosszas szenvedés után hunyt el. Az egykori Felső temetőben (Nyíregyháza) helyezték örök nyugalomra október 16-án. Kovács János lelkész búcsúztatta gyászbeszéddel. 1909-ben újratemették az Északi-temetőben. Sírját a  Nemzeti Emlékhely és Kegyeleti Bizottság 2010. októberi döntése nyomán a magyar nemzet virtuális panteonjának részévé nyilvánította.

## Mi őrzi ma az emlékét?
- 1971-ben a város akkori elöljárói a városháza főbejáratánál elhelyezett márványtáblával tisztelegtek emléke előtt.
- Az Inczédy György Szakközépiskola, Szakiskola és Kollégium az ő nevét viseli. (régebben 110-es iskola)
- A városban 2006-tól a város közgyűlése által alapított életműdíj viseli a nevét. A díj annak a Nyíregyházán született, vagy hosszabb ideje a városban élő, dolgozó, illetve nyugdíjas személynek adományozható, aki az élet bármely területén maradandót alkotott, kiemelkedő szakmai tevékenységével jelentősen hozzájárult a város fejlődéséhez, hírnevének öregbítéséhez.
- Inczédy sor, Nyíregyháza.
- Az Inczédy sor egyik nevezetes épülete volt az Inczédy-ház. Azt a házat 1824-ben vásárolta meg, még a polgármesterré választása előtt. 1964-ben törölték a védett épületek listájáról. 1969-ben le akarták bontani, mert különben nem tudták volna megvalósítani a körutat. Hosszú vitázás és tiltakozás után 1973-ban végül lebontották. A ház helyét '78-ban egy emléktáblával jelölték meg.